# Carpias platydactylus
Carpias platydactylus là một loài chân đều trong họ Janiridae. Loài này được Nobili miêu tả khoa học năm 1906.